# Сопчук, Сергей Андреевич
Серге́й Андре́евич Сопчу́к (род. 16 февраля 1964, Уссурийск, Приморский край) — российский государственный и политический деятель. Депутат Государственной Думы VII созыва. Член фракции «Единая Россия», член комитета Госдумы по транспорту и строительству (2016—2021). С декабря 2017 по декабрь 2021 — член президиума генерального совета партии «Единая Россия». В январе 2021 года суд изъял у депутата активов на 38 миллиардов рублей.

## Биография
Родился 16 февраля 1964 года в Уссурийске.
В 1981 году поступил в Приморский сельскохозяйственный институт. В 1986 году окончил вуз с отличием по специальности «инженер-механик».
В 1986 года принят на работу в совхоз «Искра» в селе Покровка. Работал там по 1992 год старшим механиком, управляющим, главным инженером.
В апреле 1990 года в СССР был принят закон «Об общих началах местного самоуправления и местного хозяйства» и назначены муниципальные выборы. Весной 1990 года в 26 лет Сергей Сопчук был избран депутатом Октябрьского райсовета народных депутатов. Тогда же депутатом райсовета был избран Сергей Кузьменко. Сопчук был депутатом по 1992 год.
В 1992 году создал индивидуальное предприятие «Фаворит» по обслуживанию техники. С 1997 работал в ЗАО «Фаворит-Сервис» в должности генерального директора.

### Дума / Законодательное собрание Приморского края
2 созыв
Осенью 1997 года были назначены выборы Думы Приморского края 2 созыва. Депутаты избирались по мажоритарной системе в 39 одномандатных округах сроком на 4 года. Сергей Сопчук баллотировался в округе № 33 (Октябрьский район и частично Хорольский район). На состоявшихся 7 декабря 1997 года выборах получил большинство голосов и был избран. С декабря 1997 по 2001 года был депутатом Думы Приморского края II созыва. Член комитета по бюджетно-налоговой политике и финансовым ресурсам.
В 2000 году был избран главой муниципального образования Октябрьский район (с 2000 по 2002 год).
3 созыв
Осенью 2001 года выдвинулся в депутаты Законодательного собрания Приморского края III созыва по одномандатному округу № 33. На состоявшихся 9 декабря 2001 года выборах был переизбран. Однако из-за низкой явки (менее 25 %) было избрано менее половины депутатов. До 9 июня 2002 года, когда состоялись довыборы, сохранялись полномочия депутатов второго созыва. Первое заседание 3 созыва состоялось 21 июня 2002 года, на нём Сопчук был избран председателем. С 2002 по 2006 год — председатель законодательного собрания 3 созыва.
В 2004 году вступил в партию «Единая Россия». Секретарь политсовета местного отделения «Единой России» Октябрьского района.
29 июня 2005 года Сергей Сопчук указом президента РФ Владимира Путина от был награждён медалью ордена «За заслуги перед Отечеством» II степени.
4 созыв
В октябре 2006 баллотировался от партии «Единая Россия» в депутаты Заксобрания Приморья, по результатам выборов избран депутатом Законодательно собрания по одномандатному избирательному округу № 10 (Октябрьский район, основная часть Михайловского района и часть Уссурийского городского округа).
В 2007 году прошёл переподготовку по специальности «государственное и муниципальное управление» в Российской академии государственной службы при президенте РФ.
Весной 2006 года предпринималась попытка отстранения Сопчука от должности спикера приморского парламента. Тогда Сергей Сопчук заявил, что его ухода добивается лидер региональной организации «Единой России», вице-губернатор Юрий Попов. Сопчук сохранил должность, а уже в июле 2006 года Юрий Попов был отправлен в отставку со всех постов.

### Вице-губернатор Приморского края
В сентябре 2007 года губернатор Приморского края Сергей Дарькин назначил Сергея Сопчука на должность первого вице-губернатора Приморского края. Курировал подготовку Владивостока к саммиту АТЭС со стороны краевой администрации, также курировал департамент ЖКХ и топливных ресурсов, департамент международного сотрудничества и туризма, департамент земельных ресурсов и землеустройства. От депутатского мандата отказался, а дополнительные выборы по округу № 10 состоялись 2 марта 2008 года.
28 января 2008 года на вице-губернатора Сопчука было совершено покушение — неизвестный произвёл несколько выстрелов, когда тот ехал на служебном автомобиле. Сопчук был госпитализирован, сообщалось о двух огнестрельных ранениях. Но сильно Сопчук не пострадал и уже в марте вернулся к исполнению должностных обязанностей.
В сентябре 2008 года покинул пост заместителя губернатора.
После отставки вернулся на работу в ЗАО «Фаворит-сервис» (специализация — перевозка грузов специализированными автотранспортными средствами), где вновь занял должность генерального директора.

### Законодательное собрание Приморского края
Осенью 2011 года во время кампании по выборам депутатов заксобрания Приморского края 5 созыва Сопчук зарегистрирован кандидатом от «Единой России» по одномандатному избирательному округу № 11 (Октябрьский, Хорольский, Ханкайский и Пограничный районы). На состоявшихся 4 декабря 2011 года выборах (проходили одновременно с выборами в Госдуму) получил 64,9 % голосов и был избран депутатом на 5 лет. Был депутатом на непостоянной основе. Входил в комитет по социальной политике и защите прав граждан.
В сентябре 2013 года возглавил фракцию «Единая Россия» в заксобрании Приморского края, сменив Джамбулата Текиева.

### Государственная дума
Летом 2016 года были назначены выборы в Государственную думу 7 созыва, проводились по смешанной избирательной системе. Во время избирательной кампании Сопчук был зарегистрирован кандидатом от «Единой России» по одномандатному избирательному округу № 62 (Владивостокский), одному из трёх округов края. На состоявшихся 18 сентября 2016 года выборах получил большинство голосов — 39,53 % при явке 35,52 % и был избран депутатом Государственной думы 7 созыва.. В Госдуме вошёл во фракцию «Единая Россия». Член комитета по транспорту и строительству.
В ноябре 2016 года стал руководителем межрегионального координационного совета «Единой России» в Приморском крае, Сахалинской области и Республике Саха (Якутия). С декабря 2017 года — член президиума генсовета «Единой России».
20 сентября 2018 года, после отмены из-за нарушений результатов выборов губернатора Приморского края и последовавшей за этим отставки врио губернатора Андрея Тарасенко, некоторые СМИ называли Сопчука одним из вероятных кандидатов на должность врио губернатора. Однако 26 сентября должность занял Олег Кожемяко.
В период с 2016 по 2019 год, как депутат Государственной думы, Сопчук выступил соавтором 15 законодательных инициатив и поправок к проектам федеральных законов. 
В 2017 году Сопчука называли одним из 17 думских «молчунов» — депутатов, которые за время своего нахождения в нижней палате парламента не проявили никакой активности. За почти год с момента избрания в Госдуму он не внес ни одного законопроекта, и не выступил ни на одном пленарном заседании.
27 января 2021 года, Замоскворецкий суд Москвы конфисковал у депутата Госдумы Сергея Сопчука активы на 38,5 миллиардов рублей. Сопчук незаконно занимался предпринимательской деятельностью, скрыл свои истинные доходы и оказывал противодействие следствию, буквально забрав во время обыска финансово-хозяйственные документы. В ходе расследования выяснилось, что с 2011 по 2020 год Сопчук лично и через подконтрольные ему предприятия вложил в ООО «Терней Золото», которое разрабатывает золотые и серебряные месторождения «Салют» и «Приморское», более 1 млрд руб. Получив почти 100% акций компании, он передал их своей сестре Людмиле Стуковой. Благодаря вложенным Сопчуком средствам «Терней Золото» не только получила в разработку золотоносные участки, но и провела геологическую разведку, в результате которой нашла запасы золота и серебра более чем на 38,5 млрд руб.
26 ноября 2021 года стало известно, что бывший депутат Госдумы Сергей Сопчук стал фигурантом уголовного дела, возбужденного управлением Следственного комитета России по Приморью. Экс-депутату инкриминируется легализация денежных средств, приобретенных преступным путем, и незаконное предпринимательство. По версии следствия, в период с 1997 по 2021 год, занимая различные руководящие посты в парламенте и администрации Приморья, а также являясь депутатом Госдумы, Сергей Сопчук незаконно принимал участие в деятельности ряда коммерческих структур — ООО «Полтавский терминал», ООО «Администрация речного порта “Нижне-Ленинское”» и др. Также политик являлся фактическим владельцем и руководителем ООО «Терней Золото», разрабатывающего крупное месторождение золота в Приморском крае.

## Семья
Женат на Роне Владимировне Сопчук. Трое детей: две дочери и сын.
Рона Сопчук с 2006 года работала судьёй Советского районного суда, с 2019 по 2020 — председателем того же суда. В июне 2020 года из-за некорректного поведения на заседании суда квалификационная комиссия при Приморском краевом суде рассмотрела вопрос о наказании судьи. Поднимался вопрос о лишении её статуса судьи. В итоге статус судьи ей сохранили, но понизили квалификационный статус. Однако Рона Сопчук написала рапорт о выходе в отставку. В тот же день заявление о почётной отставке было удовлетворено.
Дочь Татьяна Сопчук с 2016 по 2017 год владела речным пунктом пропуска Нижнеленинское (ООО «РПП Нижне-Ленинское») с пропускной способностью до тысячи тонн грузов в сутки. Ранее, в 2011—2016 годах, предприятием владел сам Сергей Сопчук. С марта 2017 года владелицей актива стала Вера Ивановна Сопчук, 85-летняя мать Сергея Сопчука.

## Награды и звания
- Медалью ордена «За заслуги перед Отечеством» II степени (2005)[4]
- Почётный гражданин Хорольского района Приморского края (2006)[4]